# إلفين إيفانز
إلفين إيفانز (بالإنجليزية: Elfyn Evans)‏ مواليد 28 ديسمبر 1988، هو سائق راليات بريطاني بدأ مسيرته في سنة 2007. كان أول رالي له هو رالي ويلز 2007. صعد على المنصة مرتان خلال مسيرته.

## روابط خارجية
- إلفين إيفانز على موقع Rallye-info.com (الإنجليزية)
- إلفين إيفانز على موقع eWRC-results.com (الإنجليزية)